# Prefektura apostolska Jużno-Sachalińska
Prefektura Apostolska Jużno-Sachalińska (łac.: Praefectura Apostolica Sachaliniana Meridionalis) – rzymskokatolicka prefektura apostolska w Rosji. Podlega bezpośrednio pod Stolicę Apostolską.
Obecnie administratorem apostolskim prefektury jest biskup diecezji Świętego Józefa w Irkucku.

## Historia
18 lipca 1932 papież Pius XI erygował misję sui iuris Karafuto (japońska nazwa Sachalinu). Dotychczas wierni z tych terenów należeli do wikariatu apostolskiego Sapporo (obecnie diecezja Sapporo). 21 maja 1938 podniósł ją do rangi prefektury apostolskiej. Po II wojnie światowej terytorium prefektury znalazło się w ZSRR. 10 kwietnia 2002 zmieniono nazwę na prefektura apostolska Jużno-Sachalińska.

## Prefekci apostolscy
- - bp Wenceslaus Kinold OFM (1934 – 1938) administrator apostolski, wikariusz apotolski Sapporo
- o. Felice Herrmann OFM (1938 – 1941)
  - ks. Toda Lorenzo Tatewaki (1941 – 1944) administrator apostolski; jednocześnie administrator apostolski wikariatu apostolskiego Sapporo
- ks. Augustine Isamu Seno (1944 – 1953) do 1952 jednocześnie administrator apostolski wikariatu apostolskiego Sapporo
- sede vacante (1953 – nadal)
  - bp Benedict Takahiko Tomizawa (1953 – 1987) administrator apostolski, biskup Sapporo
  - bp Peter Toshio Jinushi (1987 – 2000) administrator apostolski, biskup Sapporo
  - bp Jerzy Mazur SVD (2000 – 2003) administrator apostolski, do 2002 administrator apostolski Wschodniej Syberii, następnie biskup irkucki
  - bp Cyryl Klimowicz (2003 – nadal) administrator apostolski, biskup irkucki

## Główne świątynie
- Kościół św. Jakuba w Jużnosachalińsku